# Ramón Matías Mella
Pour les articles homonymes, voir Mella.
 (décembre 2012).
Si vous disposez d'ouvrages ou d'articles de référence ou si vous connaissez des sites web de qualité traitant du thème abordé ici, merci de compléter l'article en donnant les références utiles à sa vérifiabilité et en les liant à la section « Notes et références ».
Ramón Matías Mella, né le 25 février 1816 et mort le 4 juin 1864 à Santiago, est un homme politique, héros national et un des « Padres de la Patria » (Pères de la Patrie) de la République dominicaine.

## Biographie
Fils de Antonio Mella Alvarez et de Francisca Castillo Alvarez, on n'a pas retrouvé d'informations sur l'endroit où il a fait ses études mais il est certain qu'il possédait une bonne instruction et que ses capacités intellectuelles l'ont conduit à plusieurs ministères.
Il épouse María Josefa de Brea, qui venait d'une famille bourgeoise importante, toutefois le couple n'avait pas accumulé de grandes richesses et leur testament laissera fort peu de biens.
Avec son caractère intrépide et une très forte structure de pensées, Mella avait une intuition très forte pour les stratégies militaires doublée de grandes qualités diplomatiques.
On ignore toutefois dans quelles conditions il connut Juan Pablo Duarte avec lequel il fonda la société secrète La Trinitaria. Duarte avait vu en lui des qualités exceptionnelles qui lui permirent de remplacer Juan Nepomuceno Ravelo quand ce dernier fit un fiasco de sa gestion du dossier d'entente avec les haïtiens lorsque s'est organisé le mouvement de la Reforma. Mella, au contraire, connut un grand succès avec ce dossier.
Quand le général Pedro Santana, avec ses idéaux colonialistes, persécute les partisans de Duarte, Mella est arrêté et exilé. Il retourne au pays en 1848, apparemment grâce à l'amnistie décrétée par le Président Manuel Jimenes (en).
Et, lorsque le haïtien Faustin Soulouque envahit le pays, il s'incorpore dans l'armée et s'illustre à la bataille de Las Carreras, à la suite de laquelle il fait la paix avec Santana.
Pour une courte période Mella parut se détacher des idéaux de Duarte. Mais il se repent rapidement lorsqu'il prend connaissance des intentions du général Santana d'annexer le pays à l'Espagne et s'y oppose vivement. Il est emprisonné de nouveau et, 72 jours plus tard, déporté une fois de plus.
Lorsqu'il revient au pays, il est malade, mais prend part quand même à la lutte armée à San Francisco de Macoris.
Le 17 mars 1864, il est élu vice-président du gouvernement de José de la Gándara y Navarro (en).
À l'approche de sa mort, il retourne à Santiago à moitié détruite par un incendie, mais il a le plaisir de donner à nouveau l'accolade à Duarte et il lui demande d'être enterré enveloppé dans le drapeau national, ce qui est fait.